# Malanów
Malanów è un comune rurale polacco del distretto di Turek, nel voivodato della Grande Polonia.
Ricopre una superficie di 107,17 km² e nel 2004 contava 6 504 abitanti.